# Effelsberg
Effelsberg is een plaatsje met 155 inwoners (2019) in de Duitse gemeente Bad Münstereifel, deelstaat Noordrijn-Westfalen.
Belangrijkste bezienswaardigheid is de radiotelescoop Effelsberg uit 1972, die aan de noordoostzijde van de plaats in het dal van de Effelsberger Bach staat. Met haar spiegeldiameter van 100 m, behoort zij tot de grootste volledig beweegbare radiotelescopen van de wereld.